# Diadelia ratovosoni
Diadelia ratovosoni là một loài bọ cánh cứng trong họ Cerambycidae.